# Staffelegg
Die Staffelegg ist ein Pass im Schweizer Kanton Aargau und verbindet Aarau mit dem Fricktal. Sie liegt zwischen den Orten Küttigen, Thalheim AG und Asp. Die Passhöhe liegt auf 621 m ü. M. Zwischen Küttigen und Densbüren und im Staffeleggtal verläuft die Hauptstrasse 24 neben dem Staffeleggbach. Auf der Passhöhe befindet sich ein Restaurant. Die Staffelegg wurde 1450 erstmals erwähnt und 1791 von Bern und Vorderösterreich ausgebaut.
Von 1936 bis 1939 führte Fritz Wartenweiler Kurse für junge Männer auf der Staffelegg im Volksbildungsheim Herzberg durch.

## Staffeleggzubringer
Der Staffeleggzubringer wird oberhalb von Küttigen durch einen Kreisel in Richtung Aarau geleitet. Im Horental führt er durch den Horentunnel und kreuzt vor Aarau die Aare und die Suhre. Der Zubringer ist die Umfahrungsstrasse von Küttigen. Der Zubringer soll Küttigen entlasten und die Gemeinden Densbüren, Thalheim und Herznach schneller mit Aarau und der Autobahn verbinden.

## Staffeleggstrasse
Die Staffeleggstrasse wird von Küttigen kommend bis auf die Passhöhe mit einem Radweg versehen. Von Densbüren aus führt die Strasse in wenigen Kurven auf die Passhöhe. Von Thalheim her führt die Strasse über eine weit angelegte S-Kurve und an einer Felswand entlang zu den Parkplätzen auf der Thalheimer Höhe, danach mit einer 90-Grad-Kurve zur Passhöhe Staffelegg hinauf.

## Verkehr
Eine Forststrasse führt direkt von der Staffelegg zum Benkerjoch.

### Öffentlicher Verkehr
Die Postautolinie Aarau–Frick–Laufenburg führt über die Passhöhe, inklusive Halt; eine Verbindung via Schenkenbergertal fehlt.
- 135 Aarau Bahnhof – Küttigen – Staffelegg – Densbüren – Herznach – Ueken – Frick

## Weblinks

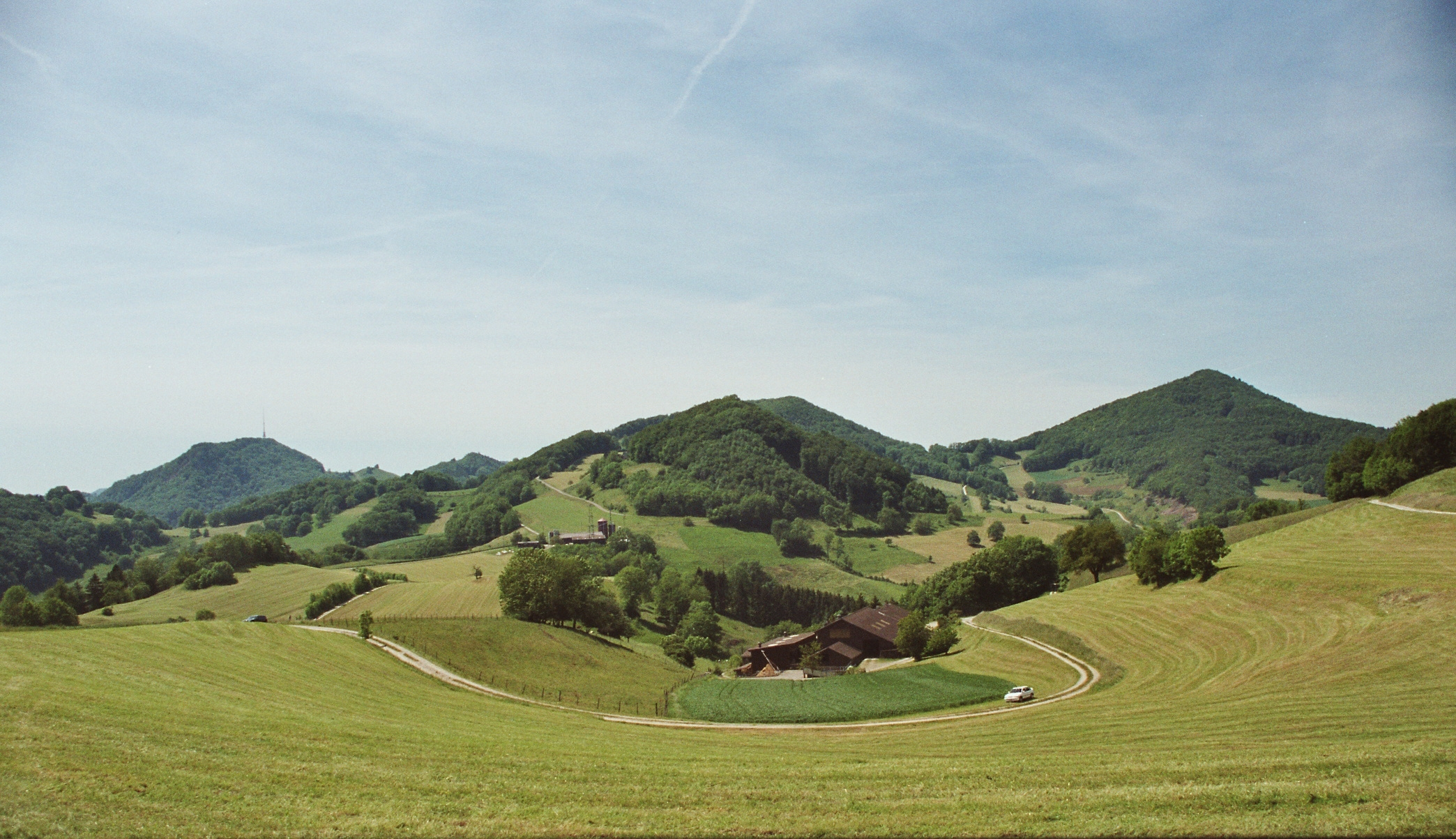
Blick von der Staffelegg Richtung Bänkerjoch und Wasserfluh